# Henry Pearcy
Henry Earl Pearcy (Martinsville, 21 luglio 1922 – Martinsville, 11 gennaio 2002) è stato un cestista e allenatore di pallacanestro statunitense, professionista nella BAA.
Era il fratello di George Pearcy.